# Famous (album)
Pour les articles homonymes, voir Famous.
Albums de Puddle of Mudd
Life On Display
(2003) Vol. 4 Songs in the Key of Love and Hate
(2009)
Famous, sorti le 9 octobre 2007, est le cinquième album du groupe de metal alternatif américain Puddle of Mudd. Il a été publié par le label Geffen. 
L'album contient les quatre singles Famous, Psycho, We don't Have To Look Back Now et Livin' on Borrowed Time. Ce disque s'oriente plus vers le Rock alternatif et est peu comparable avec les derniers albums qui étaient généralement orientés vers le post-grunge. L'album connut du succès aux États-Unis, se classant à la 27e place du Billboard 200, mais n'eut pas de reconnaissance en Europe.

## Changements importants
Après la sortie du dernier album Life On Display, le batteur Greg Upchurch, qui joue aujourd'hui dans le groupe 3 Doors Down, et le guitariste Paul Philipps quittèrent le groupe. Après avoir travaillé avec le batteur Mark "Moke" Bistany pour plusieurs spectacles, Ryan Yerdon s'établit comme membre permanent, ainsi que le guitariste Christian Stone qui remplaça Jimmy Allen qui avait joué dans le groupe pendant une année après onze ans de séparation. 

## Liste des titres
| No  | Titre                          | Auteur                                                                    | Producteur(s)                                | Durée |
| --- | ------------------------------ | ------------------------------------------------------------------------- | -------------------------------------------- | ----- |
| 1.  | Famous                         | Wes Scantlin / Doug Ardito / Brian Howes                                  | Brian Howes                                  | 3:16  |
| 2.  | Livin' On Borrowed Time        | Scantlin / Christian Stone                                                | Bill Stevenson / Jason Livermore / PoM       | 3:01  |
| 3.  | It Was Faith                   | Scantlin / Howes / Kara DioGuardi                                         | Howes                                        | 3:31  |
| 4.  | Psycho                         | Scantlin / Battaglia                                                      | Howard Benson                                | 3:31  |
| 5.  | We Don't Have to Look Back Now | Scantlin / Tony Fagenson / Max Collins                                    | Fagenson / Collins / Jack Joseph Puig        | 3:42  |
| 6.  | Moonshine                      | Scantlin                                                                  | Stevenson / Livermore / PoM                  | 4:07  |
| 7.  | Thinking About You             | Scantlin / Battaglia                                                      | Scantlin / Battaglia / Stevenson / Livermore | 3:42  |
| 8.  | Merry-Go-Round                 | Scantlin / Ardito / Paul Phillips / Battaglia                             | Stevenson / Livermore / PoM / Puig           | 2:42  |
| 9.  | I'm So Sure                    | Scantlin                                                                  | Stevenson / Livermore / PoM                  | 4:33  |
| 10. | Radiate                        | Scantlin / Ardito / Stevenson / Xandi Berry / Shelley Peiken / Tony Bruno | Puig                                         | 3:13  |
| 11. | If I Could Love You            | Scantlin / Ardito                                                         | Stevenson / Livermore / PoM                  | 3:11  |

### Titres bonus
- Ils sont disponibles uniquement pour les chaines de distribution américaines.

1. Cast away - 3:20 (Best Buy)
2. Reason - 4:07 (Target)
3. Miracle - 4:02 (target)

## Singles
| Single                         | Chart                  | Durée du classement | Position | Date            |
| ------------------------------ | ---------------------- | ------------------- | -------- | --------------- |
| Famous                         | Mainstream Rock Tracks | 24 semaines         | 2e       | 25 août 2007    |
| Famous                         | Alternative Songs      | 20 semaines         | 20e      | 11 août 2007    |
| Famous                         | Canadian Hot 100       | 1 semaine           | 97e      | 27 octobre 2007 |
| Psycho                         | Hot 100                | 17 semaines         | 67e      | 17 mai 2008     |
| Psycho                         | Mainstream Rock Tracks | 49 semaines         | 1er      | 23 février 2008 |
| Psycho                         | Alternative Songs      | 40 semaines         | 1er      | 19 avril 2008   |
| Psycho                         | Canadian Hot 100       | 17 semaine          | 56e      | 10 mai 2008     |
| We Don't Have to Look Back Now | Mainstream Rock Tracks | 10 semaines         | 31e      | 5 juillet 2008  |
| We Don't Have to Look Back Now | Alternative Songs      | 7 semaines          | 33e      | 5 juillet 2008  |
| We Don't Have to Look Back Now | RMNZ Singles Top40     | 1 semaine           | 32e      | 18 août 2008    |
| Livin' On Borrowed Time        | Mainstream Rock Tracks | 17 semaines         | 15e      | 8 novembre 2008 |
| Livin' On Borrowed Time        | Alternative Songs      | 1 semaine           | 40e      | 11 octobre 2008 |

## Musiciens du groupe
- Wes Scantlin: chant, guitares.
- Doug Ardito: basse.
- Christian Stone: guitares.
- Ryan Yerdon: batterie, percussions.

## Musiciens additionnel
- Kenny Aronoff: batterie sur les titres 1, 3 & 4
- Josh Freese: batterie sur les titres 2, 6, 8, 9 & 11
- Mark Pontius: batterie sur We don't Have to Look Back Now.
- Abe Laboriel Jr.: batterie sur Radiate.
- Lenny Castro: percussions sur Thinking About You.
- Brian Howes: guitare sur les titres 1 & 3.
- Duane Betts, Andrew Berlin, Tim Pierce, Tony Battaglia, Lee Miles & Christopher Jak: guitares additionnelles.
- Max Collins: guitare acoustique & chœurs sur We don't Have to Look Back Now.
- Tony Fagenson: guitares & claviers sur We Don't Have To Look Back Now.

## Classement album
| Pays       | Durée du classement | Meilleur classement | Date            |
| ---------- | ------------------- | ------------------- | --------------- |
| États-Unis | 40 semaines         | 27e                 | 27 octobre 2007 |